# Karydomys dzerzhinskii
Karydomys dzerzhinskii is een uitgestorven knaagdier uit Kazachstan. Deze soort is bekend van zesenveertig losse tanden die in het middelste gedeelte van de Chul'adyr-formatie in het Aktaugebergte zijn gevonden. De soortaanduiding dzerzhinskii is een eerbetoon aan F. Ja. Dzerzjinski, een Russische zoöloog.
K. dzerzhinskii behoort tot het geslacht Karydomys, waarvan verschillende andere soorten bekend zijn uit ongeveer even oude afzettingen in Europa en Anatolië. Het geslacht is meestal zeldzaam als het wordt gevonden, maar is in de Chul'adyr-formatie een van de meest voorkomende knaagdieren, na Aktaumys dzhungaricus. Naast deze twee algemene soorten zijn ook enkele losse tanden van een ongeïdentificeerd lid van de Tachyoryctoidinae, een mogelijke soort van de jerboa Sinosminthus en de goendi Sayimys aff. obliquidens in deze fauna gevonden. K. dzerzhinskii lijkt het meeste op Karydomys symeonidisi uit Griekenland, maar is iets kleiner en heeft een aantal primitieve kenmerken. De eerste kies in de bovenkaak is gemiddeld 2,3 bij 1,5 millimeter groot.